# 버드 키아리 증후군
버드 키아리 증후군(Budd–Chiari syndrome)은 100만 명의 성인 중 한 명에게 발병하는 매우 희귀한 질병이다. 이 질병은 간정맥의 혈관 폐쇄에 의해 발병한다. 증후군은 전격성, 급성, 만성, 무증상으로 나눌 수 있다.

## 병인
80% 이상의 환자에게서 다음의 병인이 있다.
- 원발성 버드 키아리 증후군 (75%): 간정맥의 혈전증
- 속발성 버드 키아리 증후군 (25%): 외부 구조(예: 신생물)에 의한 간정맥의 협착

## 진단
버드 키아리 증후군이 의심되면, 간 효소 수치 및 기타 장기의 지표(크레아티닌, 요소, 전해질, 락트산탈수소효소)를 측정한다.
버드 키아리 증후군은 복부의 초음파 연구 및 역행성혈관조영술을 사용하여 진단하는 것이 보통이다.

## 치료
환자들 중 소수는 이뇨제, 나트륨 제한, 전반적 증상 관리를 통해 치료가 가능하다. 다수의 경우 더 많은 조정이 필요하다.
간 이식은 버드 키아리의 효과적인 치료법이다.